# 프린첸슈트라세역
프린첸슈트라세역(U-Bahnhof Prinzenstraße)은 베를린 프리드리히스하인크로이츠베르크구 크로이츠베르크에 있는 U1, U3의 역이다. 역의 이름은 빌헬름 1세가 인접한 도로 명명 당시 독일의 황태자였음에서 왔다. 1902년 2월 18일에 개통되었다.

## 역사
베를린의 첫 도시 철도 노선의 고가 구간은 1891년에 계획되었고, 1896년 9월 10일 이 역 일대인 기치너 슈트라세(Gitschiner Straße)에서 착공식이 열렸다. 지멘스 운트 할스케는 고가 구간의 역을 표준화된 형태로 설계했고, 슈트랄라우어 토어(Stationen Stralauer T(h)or), 괴를리츠역, 재건축 이전의 코트부서 토어, 프린첸슈트라세, 뫼케른브뤼케역은 서로간의 건축상의 차이가 적다. 유리와 금속 재질로 승강장 위쪽을 건설했고, 선로 구조물은 금속제 고가철도 위에 있는 형태였다.
프린첸슈트라세역은 헬베크 가스등 연구소(Gasbeleuchtungsanstalt Hellweg, 영국의 왕립 대륙가스협회(Imperial Continental Gas Association) 독일 지부) 북쪽에 위치해 있었다. 기치너 슈트라세의 도로 폭이 좁아서 승강장 양쪽 끝에서 지상으로 바로 내려오는 북쪽 출입구를 설치하기 어려웠다. 따라서 노선을 건설한 지멘스의 건설 사업부에서는 추가 건축물을 건설하여 해당 건물이 출입구 역할을 하도록 만들었다. 남쪽에는 출입구를 설치할 공간이 충분해서 파울 비티히(Paul Wittig)가 설계한 벽돌 출입구 건물이 들어섰다. 해당 건물은 삼각형 형태이다. 가스등 연구소 쪽으로는 르네상스 스타일 출입구 건물이 설치되었다. 출입구 건물에서 계단은 큰 부분을 차지하지 않았으며, 지상층의 공간은 식당 영업으로 임대하여 추가 수익을 얻었다.
개통 이후 1929년에는 승강장 길이가 88.4 m에서 120.7 m로 연장되었다.

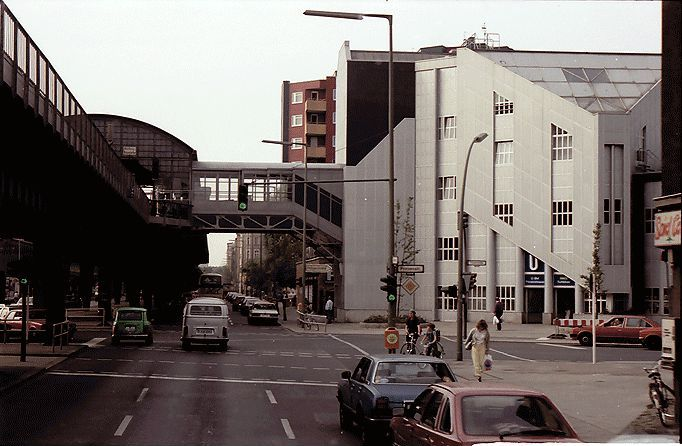
북부 출입구 건물

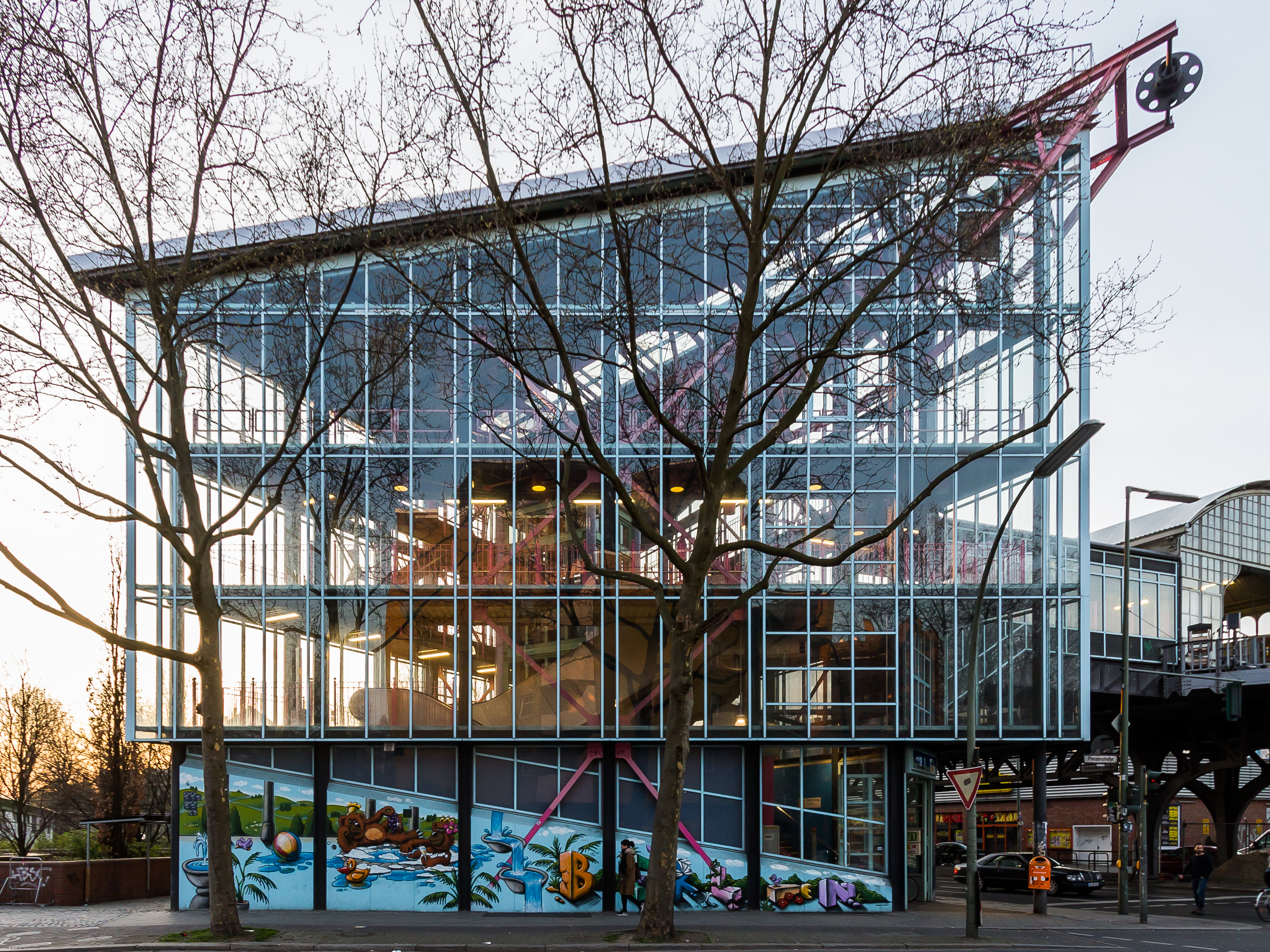
남부 출입구 건물

제2차 세계 대전 당시 연합군에 의한 베를린 폭격으로 역 대부분이 파괴되었다. 1944년 1월 28일, 29일, 2월 3일에 폭격 피해를 입은 기록이 있다. 1945년 4월 22일에는 영업이 중단되었다. 1945년 6월 11일에는 프린첸슈트라세-슐레지셰스 토어역간 고가 도시철도 선로를 단선으로 임시로 복구했으며, 10월 14일에는 할레셰스 토어역부터 바르샤우어 슈트라세역까지 양방향 운행이 복구되었다. 1947년 4월 27일이 되어서야 전 구간 운행이 재개되었다. 전쟁으로 파괴된 역사 출입구는 1950년/1951년에 간단한 형태로 재건축되었다.
1982년부터 1984년까지 역 북부 출입구 건물이 재건축되었다. 볼프뤼디거 보르하르트(Wolf-Rüdiger Borchardt)가 설계했으며, 은색 외관으로 마감되어 있다. 역 승강장으로 향하는 에스컬레이터, 도시철도 구간 신호소, 주차장이 설치되어 있다. 건물 재건축 비용은 약 670만 마르크이다. 1989년부터 1991년 12월 17일까지는 남부 출입구 건물이 재건축되었다. 포스트모던 건축으로 역과는 다르게 금속과 유리를 사용했다. 에스컬레이터 2기와 엘리베이터가 설치되어 있으며, 원래 재건축 비용인 650만 마르크를 상회한 720만 마르크의 비용이 들었다. 이와 비교했을 때 과거 건축물의 개보수는 900만 마르크 이상의 비용이 예상되었다. 출입구 건물 상층부에는 개방형 갤러리가 설치되어 있다. 크로이츠베르크구에서는 1950년대에 지어진 건물 상태가 악화되었고 승객에게 불편을 준다는 이유로 건물 개보수 대신 재건축을 결정했다.
2000년부터 2002년까지는 승강장에 점자 블록이 설치되었다.
북쪽 승강장 시작 부분에는 도자기제 개구리가 지금까지도 남아 있다. 이 개구리는 과거에 행선 안내판 위에 있었을 것으로 추정된다. 개구리 위에는 금색 왕관이 씌워져 있고, 개구리 그 자체는 도자기제 구 위에 올라가 있다. 개구리 왕자 동화에 나오는 왕자와의 관련성이 있는 것으로 추정한다.

## 인접 철도역
베를린 버스 140번과 환승 가능하다.
| 베를린 지하철 1호선               | 베를린 지하철 1호선 | 베를린 지하철 1호선                    |
| --------------------------------- | ------------------- | -------------------------------------- |
| 할레셰스 토어 울란트슈트라세 방면 | U1                  | 코트부서 토어 바르샤우어 슈트라세 방면 |
| 베를린 지하철 3호선               |                     |                                        |
| 할레셰스 토어 크루메 랑케 방면    | U3                  | 코트부서 토어 바르샤우어 슈트라세 방면 |